# 離婚後共同親権
離婚後共同親権（りこんごきょうどうしんけん）とは、父母の離婚後も、父母が共同して子に対し親権を行うことを言う。「共同して親権を行う」とは、父母の意見の一致を要することを意味し、個別具体的な親権の行使の際に父母の意見が一致しない場合は、意見が一致するまで話し合う必要があり、どちらも一方的に親権を行うことはできない。
国際的には共同の親権や共同の子育てをベースに結婚しているときと同様に離婚後も原則として父母が共同で親権を行使する制度が主流であるのに対し、日本では「親の子どもに対する責任」が極めて曖昧な事から議論に発展する様相を呈する。

## 概要
未成年の子が外国と日本の二重国籍であるとき、外国で離婚が成立している場合など、離婚方法によっては戸籍に共同親権と記載されることがある。（H01-10/02民二3900通達）
親権とは、民法第四章第二節『親権の効力』が規定され、下記の5項目が対象となる。
- b:民法第820条・監護及び教育の権利義務
- b:民法第821条・居所の指定
- b:民法第822条・懲戒
- b:民法第823条・職業の許可
- b:民法第824条・財産の管理及び代表

日本も締約した子どもの権利条約では、別居が始まればただちに恒常的な親子の交流を始めるように求めている。
離婚後に子と別居している親が負担する養育費は、b:民法第877条の扶養の義務が根拠であり、別居している親と子の交流である面会交流は、家庭裁判所の実務として認められており、養育費と面接交渉はb:民法第766条類推適用として『離婚後の子の監護』に含まれるものであり、法務省法制審議会の答申を見ても、親権としての議論に含まれないという考え方が、実定法として一般的な解釈である。民主党は民法766条の改正をして、養育費と面接交渉権の明文化を政策パンフレットに記載している。
離婚後共同親権の議論は、日本弁護士連合会家事法制委員会や日本家族＜社会と法＞学会などが詳しい。
このため、子の争奪をめぐって夫婦間で熾烈な争いが演じられる例が多い。
ただし、共同親権とは、両親の合意により親権を行うことと定義されるため、両親が離婚後人間関係のこじれ等から何も合意できない、さらには会うことさえできないような場合は、合意自体ができないため、親権を行使できなくなってしまう。この場合、子は法的には放置されたような状況に陥ってしまう。また、現在では離婚後共同親権自体が存在しないため、「離婚後共同親権行使のための調停」などという物は存在しないが、そのような制度ができたとしても、両親の対立のため家庭裁判所の調停が必要となってしまった場合には共同親権が望ましいとは言えないとの意見もある（後述）。
共同親権では、二人の親の間の対立は、時間の経過とともに次第に改善するが、単独親権では、二人の親の対立は、次第に悪化する。
離婚後共同親権、および離婚後共同監護は今後議論されるべき家族法の問題であり、現在も離婚後共同監護については法的には可能という考えも存在する。
子どもの権利に関する国連の委員会は、単独育児は、そうすることが子どもの最善の利益にかなう場合だけに限定しなければならないという考えを支持している。ジュディス・ウォーラースタインは、親が離婚した子どもの精神的な予後が悪いことを見出した。調査により、ジュディス・ウォーラースタインの知見は事実であると認めている国、国際機関もある。親が離婚した後も、子どもの育児には両親の協力が必要であると考えられる。
千葉景子法務大臣は、平成22年3月9日の衆議院法務委員会で「離婚したあとも、両親がともに子どもの親権を持つことを認める『共同親権』を民法の中で規定できないかどうか、政務3役で議論し、必要であれば法制審議会に諮問することも考えている」と述べた。
また、「子どもの最善の利益を考えたとき、どちらの親も、子の親として接触できることが大事だと思う」と明言をしたが、これは民主党の政策パンフに記載してある面接交渉権法制化の内容であり、離婚後共同親権の議論とは直接関係しない。
この法務大臣の発言により、これまでは面接交渉を否定する判決すら出していた家庭裁判所の運用も、別居親への面会交流に積極的になってきている、という意見もある。
この後、自民党の馳浩衆院議員は平成22年10月29日の衆院法務委員会で、自民、民主両党などの国会議員が超党派で来年の通常国会への提出、成立を目指す「親子の交流断絶の防止に関する法律」（仮称）の詳細を明らかにした。
親権のない親と子どもの面会を保障するもので、一方の親による子供の連れ去り禁止▽親子の引き離し禁止▽養育計画作成の義務化の3項目を盛り込んでいる。

## 離婚後共同親権のメリット

### 子どもの精神的な予後が改善する
子どもが精神的に発達するには、父親と母親の双方の関与を必要とする。両親は、それぞれの方法で世界を子どもに紹介する。父親も母親も子どもの発達に重要な役割を果たしている。離婚の悪影響を最小限にするには、子どもが双方の親と、充分な関わり合いを維持することが必要である。ヨーロッパ諸国や南北アメリカ大陸諸国が共同親権に移行した最大の理由は、この点にある。（父親の役割を参照）。

### 父親と母親の争いが減る
双方の親が、子どもを奪い合えば、対立関係は悪化し争いは激化する。共同親権制度により、子どもを奪い合う必要が無くなれば、双方の親が、子どもの精神的な成長のために、協力する関係が構築される。
ただし、子どもを受け渡す機会が増え、父親と母親が接する機会が増えるので、全体の10～15％のケースでは、争いは悪化する。

### 離婚率が低下する
欧米では、共同親権に移行すると、1～2年以内に、その地域の離婚率が低下することが観察されている。

### 養育費の支払いが増える
子どもと非同居親（多くは父親）が一緒に過ごす時間が増えるに連れて、支払われる養育費の額が増える傾向がある。これも、子どもの精神的な予後を改善させる要因の一つである。

### 子どもの利益に合致する
「両方の親を持つ」というのは、子どもの権利である。子どもは両方の親に育てられることにより精神的な発達を遂げる。双方の親が、子どもの権利を擁護し、子どもの利益を守ることは、子どもと非同居親との関係を改善させるだけでなく、子どもと同居親自身との関係も改善させる。

### 法律婚から事実婚への移行が容易となる
夫婦別姓を希望する夫婦が事実婚に移行する際に、親権が問題になる場合があり、その問題を回避することができる。ただし、この問題は選択的夫婦別姓制度の導入によって解決を図る方がより抜本的である。

## 離婚後共同親権のデメリット

### 子どもの人権確立が容易ではない
日本国内における親子関係について、必ずしも子どもの全てが親との共同性や親権による保護等を求めているとは言い難く、子が真に共同親権を求めているとは限らない。例えば、頻出している親から子への肉体的・精神的加虐行為をはじめ、スラングとして散見される親ガチャ・毒親問題に到るまで様々な課題がある。また父母の側も、自己と子に対しての加虐を防ぐ為の離婚も少なからず見受けられる。
こうした件は、親権問題とは別途に、上述にある子どもの権利条約でも子の虐待防止や保護義務が課せられており、その対応として、2022年11月現在民法等にて「子への懲戒権削除」や「体罰禁止」を優先的に明記する向きがある。仮に現状、離婚後共同親権を確定した場合、子への管理が加虐側の親にも適用される事から、子の意志に関係なく虐待が継続される。これは単独親権では凡そ生じ得ず、むしろメリットとも捉えられる見方もある。よってそもそも共同親権の議論以前に、子への虐待問題は先行して解消されるべき課題である。
本来の共同親権の目的である諸問題の解消については、離婚時に共同親権または単独親権を選択可能にするといった解決案が模索されているが、上述の通り、虐待問題解決の優先度が高い点や、子にその選択権がない点等、子の利益に資する形での完全な解決に結びつくとは言い難い。従って「共同親権」と「子どもの人権」は二律背反とも言える関係にあり、両立は困難である。

### 合意形成の困難さ
離婚後共同親権では、離婚後も父母が共同で親権を行うため、片方の親が勝手に親権を行使することは許されず、必ず両親の合意で親権が行使されることとなる。このため、「子をどこに住まわせるか」「どの学校に通わせるか」「どのようなアルバイトを許可するか」「お小遣いをどうするか」「ケガや病気のとき、どのような医療行為（手術など）を受けさせるか」「どのような服装髪型を許容するか」「未成年結婚に同意するか」などについて、その都度、離婚した両親が話し合い、合意して決めなければならない。
しかし、両親の意見がまとまるとは限らず、むしろ離婚による感情的な対立のため、お互いに自分の意見を譲らず合意に達しない可能性が高い。さらに、離婚時の対立のため、会うこと、話すことさえ困難なケースも考えられる。このような場合、いつまでも親権が行使できないということになる。例えば、進学先を決めるケースで、父がA校を、母がB校を主張し、互いに譲らなければ、結局どちらの学校にも進学できなくなる。ただし現実には、欧米では、このようなことは起きていない。むしろ子どもを奪い合う必要が無くなるので、子どもの将来を考えた協力関係が進む。それにより、子どもの予後が改善される。これが、欧米諸国で共同親権が採用されて維持される一番大きな理由である。唯一の対立点は、子どもとどのくらいの時間を過ごすかという時間配分である。この点を最初に決めておけば、その他の点は、現在会えていない側の親は、全てを譲っても会おうとするであろう。単独親権では、同居親も、一つ間違えると子どもと会えない側の親になってしまう不安がある。実際、子どもに会えない親の10～15％は、女性である。欧米では1980年から2000年にかけて共同親権が採用されたが、裁判所で先に法的共同親権が採用されて、遅れて身体的共同親権が採用された。
対策
この問題は、欧米諸国ではあまり深刻な問題にはなっていない。例えば、アメリカ合衆国では離婚に際して、財産分与、養育費、親権、面会交流などについての養育計画を裁判所に提出し、裁判所の承認を受けることが必要であるが、アメリカ弁護士会によれば、「離婚については、おそらく95％以上のケースで、対立的な訴訟ではなく、当事者だけの話し合いか、調停員による調停か、弁護士の助けを受けるかで、合意が成立している」としている。ただし、これは離婚当時の育児計画や財産分与についての合意であって、その後の個々の育児の場面での合意ではない。アメリカでは育児計画は裁判所の許可を受ける必要がある。裁判所が養育計画を決めるケースは非常に少ない。多くの研究は、裁判所が決めるのは、全体のケースのわずか2から10％ほどであると述べている。
スタンフォード大学のMaccoby教授は、次のように述べている。「子どもがあって別れる夫婦のうち、51％の者は完全に合意し、29％の者は意見の違いを第三者の関与なしに合意し、11％の者は調停により合意し、5％は評価者による評価により合意し、わずか4％ほどが裁判になる。『別れる夫婦は多くの点について争う』という一般的な見方があるが、それはおとぎ話に過ぎない。たいていの夫婦は、子どもの養育と財産の分与について、たいして争うことも無く、裁判官による解決も必要とせずに合意に至る。」
1. 養育計画をあらかじめ作ること
離婚後に子どもがスポーツや塾などの課外活動を行う場合に、誰が費用を負担するかという問題で争いになることがある。離婚する際に、課外活動の費用負担の割合をあらかじめ決めておけば、その後の争いを予防できる。
2. うまく行っている例に倣うこと
うまく機能している養育計画を参考にする。決めるべき項目も、そうした養育計画の具体例を参考にする。欧米諸国では、共同親権制度は基本的にうまく機能している。
3. 子どもを中心とする
親が自分の利益を主張し合えば意見は対立するが、子どもの真の利益を最優先にすれば、意見の対立は少なくなる。子どもの本心を聞き、他の多くの子どもの平均的な意見を参考にして、子どもの権利条約など子どもの専門家の意見を参考にする。
4. 交渉の技術を習得する
意見の異なる相手と交渉して妥協点を探す技術は、誰にとっても重要である。交渉の技術とは、相互の主張を充分に理解し合った後で、双方が満足できる妥協点を探す努力をすることである。子どもは、身近にいる親を真似するので、「交渉が困難な相手とは交渉しない」という親が身近にいれば、子どももそうなる可能性が高い。親が離婚した子どもは、他者と親密な関係を樹立することが困難なことがあり、自分自身も離婚に終わることがある。「交渉する技術を持つこと」は、親としての重要な能力である。
5. 交互親権にする
協力して子どもを育てるのが望ましいが、どうしても意見が一致しない場合は、交互親権にする。子どもと一緒にいる親が、その場の問題を決定する。その方式でうまく決まらない件については、1年ごとに交代するような交互親権とする。子どもは、親の教育方針が異なっていても、比較的容易に順応できる。
6. コミュニケーションを充分に行うこと
争いのうち、説明不足が原因であるものが多い。相手の事情を充分に把握し、自分の事情をきちんと伝えておかなければならない。コミュニケーションにおいては、ビジネスライクに要件を伝えることが勧められる。最も重要視しなければならないのは、子どもの事情であり、子どもの本心である。合意を形成するにあたって子どもの意見を聞くと、子どもの精神的予後が改善される。ただし、最終決定は、親が行う。

### 転居の制限
離婚後共同親権を実施している国では、親に対し転居の制限を行い、元夫、元妻の住居から離れることがないようにし、相手方の親権の行使が物理的距離のために阻害されないようにしている。このため、他の町への転居は相手方の同意と裁判所の許可を要する制度となっていることが多く、同意を求めても相手方は育児上不便になるだけなので同意することは考えられず、転居は実質的に不可能になる。このような制度であるため、例えば、勤務先の会社から転勤命令が出た場合などは、転居の制限との兼ね合いから会社を辞めざるを得なくなる。また、別の町で就職口があったとしても、転居の制限のため、その職に応募することはできない。

### 子の疎外感
離婚後共同親権では、父母それぞれの家庭を行き来して養育される場合が多いが、その場合、子はどちらの家庭にも属さないという疎外感を抱くことが多い。特に、離婚した両親がそれぞれ再婚し、子を儲けた場合、「弟や妹はずっと同じ家にいるのに、私だけ（僕だけ）2つの家を行ったり来たりしなければならないのはなぜ？」と、疎外感を抱くことになる。2つの家を行ったり来たりする原因は両親の離婚にあるが、それをどのように自分の中で納得するかは、人格形成に大きな影響を与えることになる。単独親権でも子は疎外感を抱くが、離婚後共同親権では異なった形で疎外感が発生するため、注意が必要である。